# Angel (canção de The Corrs)
"Angel" é o segundo compacto do quarto álbum de estúdio da banda irlandesa The Corrs, Borrowed Heaven.

## Lista de faixas
1. "Angel"
2. "Goodbye (Acústico)
3. "Angel" (Videoclipe)
4. "Angel" (Vídeo do concerto)
5. "Angel" inspiration (2 minutos de entrevista)

## Desempenho nas paradas musicais
| Parada                                        | Melhor posição |
| --------------------------------------------- | -------------- |
| Irish Singles Chart                           | 19             |
| UK Singles Chart                              | 16             |
| Recording Industry Association of New Zealand | 36             |
| Swiss Singles Charts                          | 84             |
| Media Control Charts                          | 56             |
| Brasil Top 100 Singles                        | 73             |